# Abwehr
Abwehr var navnet på den tyske militære efterretningstjeneste fra 1920 til 1944. Lederen af Abwehr under 2. verdenskrig var admiral Wilhelm Canaris. I 1943 blev Abwehr sat under overvågning af Schutzstaffels (SS) efterretningstjeneste, Sicherheitsdienst (SD). Der havde da i længere tid foregået en magtkamp mellem de to, parallelt med magtkampen mellem moderorganisationerne Wehrmacht og SS. Canaris blev afsat i februar 1944, og efter 20. juli-attentatet, hvor flere ledende personer i Abwehr var involveret, fik Heinrich Himmler ham fængslet. Abwehr blev opløst efter attentatet, og SD var dermed den eneste efterretningstjeneste i Det tredje rige.